# Шалитра
Калијум нитрат, познат и као шалитра, је со чија је молекулска формула . Раствара се у води (на температури 20 °C - 31,6 g/100 cm³; на температури 100 °C - 246 g/100 cm³). Калијум нитрат се јавља у природи у малим количинама у облику минерала нитрокалита у крајевима са сувом и топлом климом, између осталог у Кини и Индији. Из ових држава је доношен у Европу, због чега је и добио име „индијска шалитра“. Сада се углавном добија реакцијом натријум нитрата и калијум хлорида: 
Калијум нитрат је безбојна или бела кристална супстанција. Њена температура топљења износи 334 °C. При загревању до 400 °C разлаже се на калијум нитрит и кисеоник: 
Калијум нитрат је оксиданс, који се од давнина користи за прављење барута. Такође се у пиротехници користи и мешавина  са шећером у размери 1:1 за прављење дима. До почетка 20. века користио се за добијање азотне киселине. Сада се углавном користи за производњу калијум нитрита, као ђубриво (садржи 13% азота и 45% калијум оксида), и за конзервисање хране (E252).

## Особине и својства
Кориштењем израза „шалитра”" битно је нагласити „калијумска шалитра”, из разлога што постоји „чилска шалитра” и „нордијска шалитра”.
Калијум нитрат долази у облику белог нехигроскопног кристалног праха. Јак је оксиданс и лако се отапа у води при чему се вода хлади (ендотермна реакција). Слабије се раствара у етанолу и глицеролу. У 100g (или 100ml) воде при 50 °C раствара се 80g калијум нитрата.
Температура талишта му је око 337 °C, а изнад 350 °C почиње да отпушта кисеоник.
Након загрејавања на температуру изнад 560 °C, мења се у калијум нитрит, производећи кисеоник:
Водени раствор је готово неутралан, има pH 6,2 при температури од 14 °C за 10% раствор. Није пуно хидроскопан, апсорбује око 0,03% воде при 80% влажности током 50 дана. Није растворан у алкохолу и није отрован; може експлозивно да реагује са другим материјама, али сам није експлозиван.

## Производња
Калијум нитрат се може направити комбинацијом амонијум нитрата и калијум хидроксида:
NH4NO3 (aq) + KOH (aq) → NH3 (g) + KNO3 (aq) + H2O (l)
Алтернативни начин производње калијум нитрата без нуспродукта амонијака је комбинација амонијум нитрата и калијум хлорида:
NH4NO3 (aq) + KCl (aq) → NH4Cl (aq) + KNO3 (aq)
Калијум нитрат се такође може произвести неутрализацијом азотне киселине са калијум хидроксидом. Ова је реакција јако егзотермна.
KOH (aq) + HNO3 → KNO3 (aq) + H2O (l)

## Употреба
Калијум нитрат налази бројне примене, углавном као извор нитрата.
3 иначе користи и за добијање азотне киселине (поступци који се темеље и на кориштењу  као једног од реактаната), користи се као вештачко ђубриво јер има висок удео азота, као оксидационо средство у чврстим композитним ракетним горивима, као адитив у прехрани (Е 252). Користи се и у производњи сладоледа и паста за зубе.

### Ђубриво
Калијум нитрат је често користи као ђубриво, као извор азота и калијума, два важна храњива састојка за биљке.

### Оксиданс
С обзиром да је јако оксидационо средство, (узрокује оксидацију других материја), често се користи у пиротехничким смесама у којима је често помешан с разним другим материјама, у различитим односима. Саставни је део великог броја пиротехничких смеса, али за ту сврху мора бити чист, јер загађења утичу на хидроскопност или мењају боју пламена смесе (Na и Ca једињења). Једно од њих, међу осталим познатог састава, је црни барут, који је у ствари смеша калијум нитрата, сумпора и угљеника (најчешће у облику угљена). Калијум нитрат је делотворан оксиданс, пламен боји бледо љубичасто (јер је калијумова со), у додиру с природним оксидансима (нпр. шећер), црвено.
Такође је једна од три компоненте барута, заједно са угљеником (углавном угљеном) и сумпором. Као такав барут се користи као ракетно гориво, али такође и у комбинацијама са шећером. Такође се користи у пиротехници, као мешавина калијум нитрата и сахарозе. Također se dodaje u cigarete kako bi zapalio duhan.

### Чување хране
У процесу чувања хране калијум нитрат је уобичајени састојак усољеног меса још од средњег века, али је његова употреба је углавном укинута због недоследних резултата у поређењу с модернијим нитратима и нитритима. Натријум нитрат је углавном потиснуо калијум нитрат у кулинарској употреби, зато што је ефикаснији од калијум нитрата (шалитре) у превенцији бактеријских инфекција. Када се користи као адитив храни у Европској унији, познат је под именом Е252. Такође је одобрен у САД Аустралији и Новом Зеланду (где је познат као ИНС252).

### Гашење пожара
Калијум нитрат је главни чврсти састојак кондензираних аеросоли за сузбијање пожара, али када изгара, реагује са слободним радикалима ватре и производи калијум карбонат.

### Уклањање пањева стабла
Калијум нитрат је главна компонента (углавном око 98%) течности за уклањање пањева, зато што убрзава природни распад пања додајући азот гљивама које нападају пањеве.

### Топлотна обрада метала
Калијум нитрат је често кориштен у топлотној обради метала као отапало. Оксидирање, растворност у води и ниске цене чине га идеалним за краткорочну заштиту од рђе.

### Похрана соларне енергије
Натријум и калијум нитрат су припремају у растаљеном стању са похрањеном соларном енергијом прикупљеном у соларној електрани у Шпанији. Постоје тернарне соли, које уз додатак калцијум нитрата или литијум нитрата, који побољшава капацитет топлоте у растопљеној соли.

### Фармакологија
Калијум нитрат се може пронаћи у неким пастама за зубе за осетљиве зубе. 
Недавно, употреба калијум нитрата у зубним пастама за лечење осетљивих зуба се повећала и то би могло бити делотворно лечење.
Калијум нитрат у неким зубним пастама може изазвати нападаје астме код неких особа. Пре је био кориштен за лечење астме и артритиса. Калијум нитрат је користан за високи крвни притисак. Други нитрати и нитрити су још у употеби за лечење ангина. Некада се мислило да калијум нитрат узрокује импотенцију, и још увек се избегава у прехрани војника, иако нема научног доказа за таква својства.